# Pałac w Derażni
Pałac w Derażni – wybudowany w 1780 r. w miejscowości Derażnia na Ukrainie w obwodzie chmielnickim.

## Historia

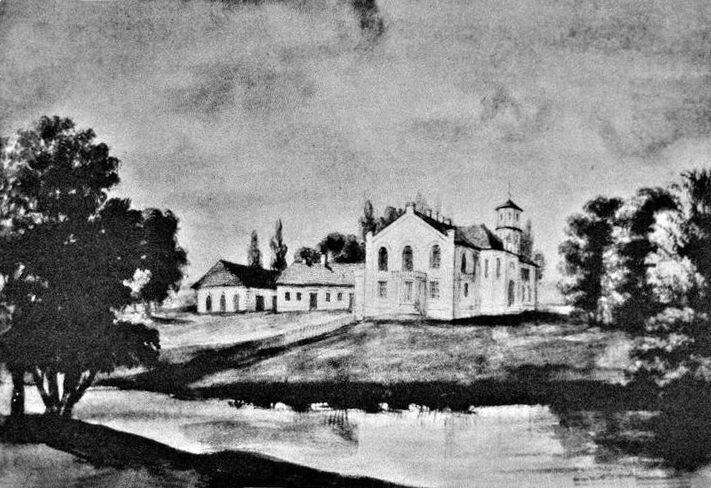
Grafika Napoleona Ordy z roku 1875

W grudniu 1779 bankier warszawski Piotr Fergusson Tepper nabył Derażnię wraz z okolicznymi wsiami. W następnym roku rozpoczął budowę dwukondygnacyjnego pałacu otoczonego parkiem krajobrazowym, przez który płynął niewielki potok. Pałac był kryty dachem dwuspadowym. Pośrodku głównej fasady znajdował się pięcioboczny ryzalit zwieńczony niewielką wieżyczką.
Tepper zbankrutował w roku 1793 i zmarł w roku następnym, a jego posiadłość od roku 1799 kilkakrotnie zmieniała właścicieli.
W latach 1820–1844 stanowiła własność rodziny Moszyńskich, od nich w roku 1844 odkupił Derażnię wraz z pałacem Zygmunt Stanisław Raciborowski. Po rodzinie Moszyńskich pozostała rzekomo kolekcja porcelany, zamurowana w ścianach pałacu. W roku 1902 Wiktor Raciborowski dokonał przebudowy pałacu, dobudowując do niego dwa skrzydła.
Po rewolucji październikowej pałac został upaństwowiony i przekazany na potrzeby służby zdrowia, którym służy do współczesnych czasów. Obecnie mieści się tam centralna przychodnia lekarska. Jest zaliczany do budynków zabytkowych o znaczeniu lokalnym.

## Literatura
- Roman Aftanazy: Dzieje rezydencji na dawnych kresach Rzeczypospolitej. Województwo podolskie, wyd. 2 przejrzane i uzupełnione, Zakład Narodowy im. Ossolińskich. Wrocław, Warszawa: 1995, s. 72–74, ISBN 83-04-03701-7.
- Енциклопедія пам'яток